# Zonitoschema corporaali
Zonitoschema corporaali es una especie de coleóptero de la familia Meloidae.

## Distribución geográfica
Habita en Sumatra (Indonesia).